# Bakimaram
Bakimaram (auch: Baki Maram, Bakimaran) ist ein Dorf in der Landgemeinde Dakoussa in Niger.

## Geographie
Das von einem traditionellen Ortsvorsteher (chef traditionnel) geleitete Dorf befindet sich rund 25 Kilometer nordwestlich des Hauptorts Dakoussa der gleichnamigen Landgemeinde, die zum Departement Takeita in der Region Zinder gehört. Zu den Siedlungen in der näheren Umgebung von Bakimaram zählen das Dorf Bakin Birgi im Nordwesten und der Gemeindehauptort Wamé im Nordosten.
Es herrscht das Klima der Sahelzone vor, mit einer durchschnittlichen jährlichen Niederschlagsmenge zwischen 300 und 400 mm. Das Grundwasser liegt in einer Tiefe von 45 bis 70 Metern.

## Geschichte

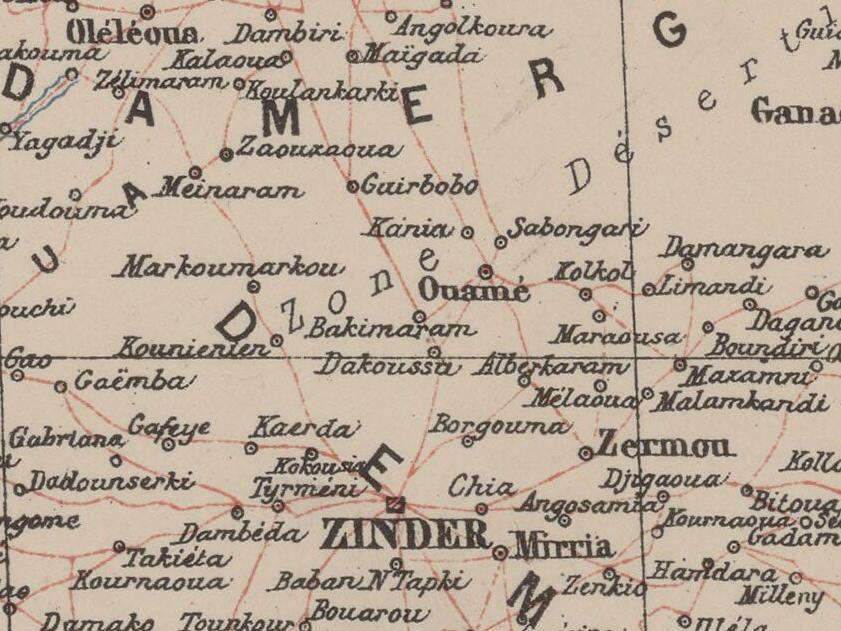
Ausschnitt einer Karte von 1903 mit Bakimaram im Zentrum

Die 429 Kilometer lange Piste zwischen den Städten Zinder und Agadez, die in den 1920er Jahren als einer der Hauptverkehrswege in der damaligen französischen Kolonie Niger galt, führte durch Bakimaram. Weiter nördlich war sie für Kamelreiter vorgesehen. Der Naturforscher Angus Buchanan hielt sich 1920 bei seiner Expedition in den Aïr in Bakimaram auf.

## Bevölkerung
Bei der Volkszählung 2012 hatte Bakimaram 2157 Einwohner, die in 355 Haushalten lebten. Bei der Volkszählung 2001 betrug die Einwohnerzahl 1161 in 187 Haushalten und bei der Volkszählung 1988 belief sich die Einwohnerzahl auf 1879 in 329 Haushalten.

## Wirtschaft und Infrastruktur
Es gibt eine Schule im Dorf.